# タジ・マハール
タジ・マハール（Taj Mahal、1942年5月17日 - ）はアメリカ合衆国のミュージシャン。本名はヘンリー・セントクレア・フレデリックス（Henry Saint Clair Fredericks）。
一作のアルバムにブルース、R&B、レゲエ、ケイジャン、ゴスペル、ブルーグラス、ハワイ、カリブ、アフリカの伝統音楽など多様な音楽を盛り込み、単にルーツをなぞるだけに留まらず、そこに独自の個性を織り込んでまとめあげる、という特徴を持つ。バンジョー、スライドギター、スティールパンなど様々な楽器を自在に操ることでも知られている。
アルバム『セニョール・ブルース』（1997年）で第40回グラミー賞の最優秀コンテンポラリー・ブルース・アルバム賞を受賞した。

## 略歴

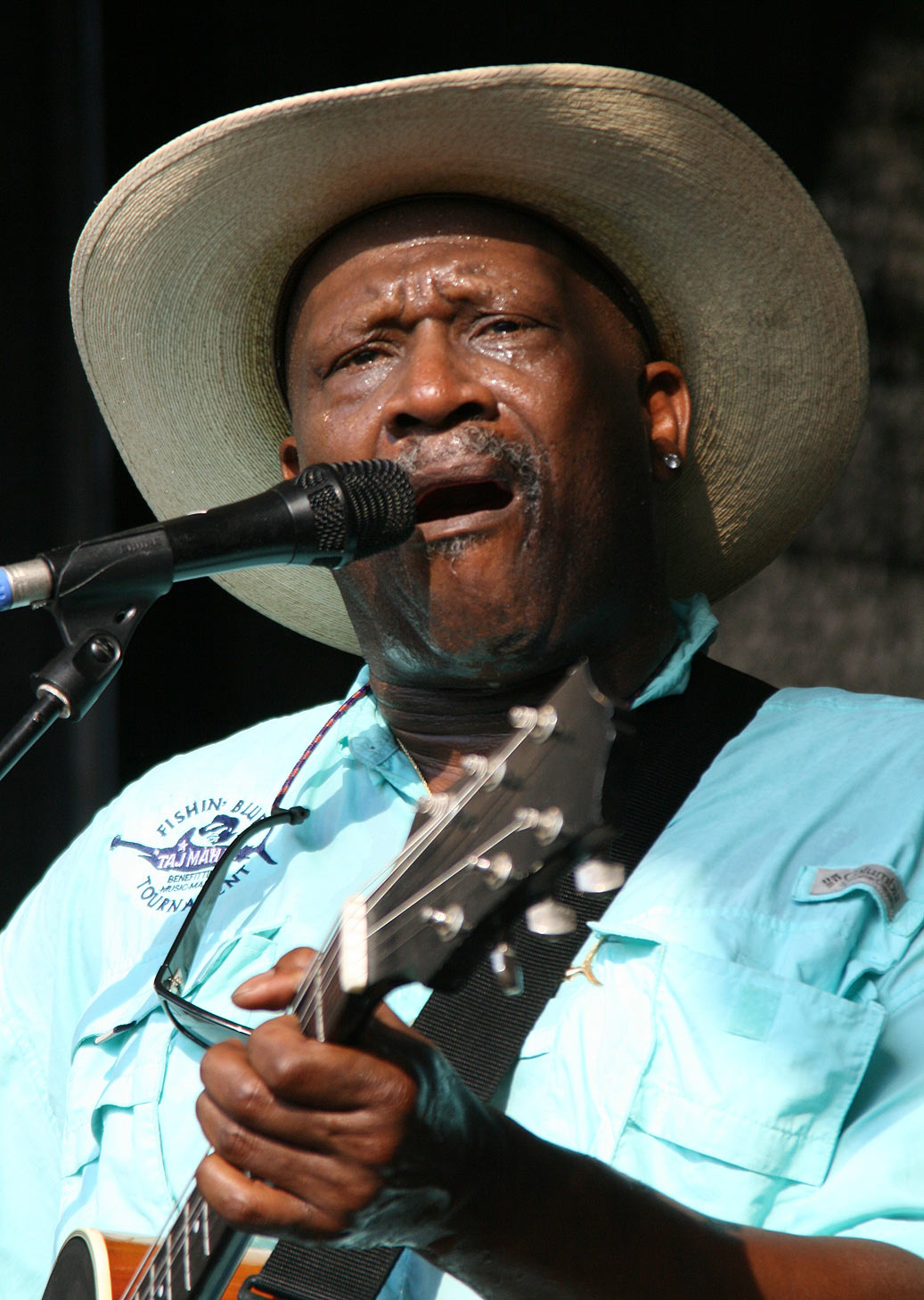
タジ・マハール（2007年）

ニューヨークのハーレムに6人兄弟の長男として生まれた、父親はセントクリストファー・ネイビスのセントキッツ島出身のジャズ・ピアニスト、母親はサウスカロライナ州出身のアフリカ系アメリカ人の教師でゴスペルを歌っていた。妹は歌手のキャロル・フレデリックス。
少年時代をマサチューセッツ州スプリングフィールドで過ごす。1960年代の初めにマサチューセッツ大学で農業と畜産学を学ぶ一方、タジ・マハールというステージ・ネームで音楽活動を開始した。
大学卒業後の1964年、ロサンゼルスに移り、当地で知り合ったライ・クーダーらと1965年にライジング・サンズを結成。彼等はコロムビア・レコードと契約しシングル1枚とアルバム1枚を録音したが、1966年に解散。
タジはソロ・アーティストとして活動を始め、1968年、アルバム『タジ・マハール』と『ナッチェル・ブルース』を発表。制作に参加していたギタリストのジェシ・エド・デイヴィスとともに、同年、ローリング・ストーンズのTVショウ『ロックンロール・サーカス』に出演した。
1969年、2枚組のアルバム『ジャイアント・ステップ/ディ・オール・フォークス・アット・ホーム』を発表し、アメリカのブルースアーティストとして評価を受ける。

## ディスコグラフィ
- 1968年 - タジ・マハール／Taj Mahal
- 1968年 - ナッチェル・ブルース／The Natch'l Blues
- 1969年 - ジャイアント・ステップ/ディ・オール・フォークス・アット・ホーム／Giant Step/De Ole Folks At Home
- 1971年 - ザ・リアル・シング／The Real Thing
- 1971年 - ハッピー・トゥ・ビー・ライク・アイ・アム／Happy Just To Be Like I Am
- 1972年 - リサイクリング・ザ・ブルース／Recycling The Blues & Other Related Stuff
- 1973年 - オー・ソー・グッド／Oooh So Good 'n Blues
- 1974年 - モ・ルーツ／Mo' Roots
- 1975年 - ミュージック・キープ・ミー・トゥゲザー／Music Keeps Me Together
- 1976年 - サティスファイド・ン・ティックルド・トゥー／Satisfied 'N Tickled Too
- 1976年 - ミュージック・ファー・ヤ／Music Fa' Ya (Musica Para Ti)
- 1977年 - Brothers (Soundtrack)
- 1977年 - イヴォルーション／Evolution (The Latest)
- 1983年 - テイク・ア・ジャイアント・ステップ／Take A Giant Step
- 1986年 - タジ／Taj
- 1991年 - ミュール・ボーン／Mule Bone
- 1991年 - ライク・ネヴァー・ビフォー／Like Never Before
- 1993年 - ダンシング・ザ・ブルース／Dancing The Blues
- 1993年 - An Evening of Acoustic Music
- 1993年 - The Source （ アリ・ファルカ・トゥーレとの共作）
- 1995年 - Mumtaz Mahal (with V.M. Bhatt and N. Ravikiran)
- 1996年 - ファントム・ブルース／Phantom Blues
- 1997年 - セニョール・ブルース／Señor Blues
- 1998年 - Sacred Island (with The Hula Blues Band)
- 1999年 - ミシシッピ・マリ・ブルース／Kulanjan (トゥマニ・ジャバティとの共作)
- 2000年 - Shoutin' In Key
- 2003年 - ハナペペ・ドリーム／Hanapepe Dream
- 2003年 - マーティン・スコセッシのブルース／Martin Scorsese Presents The Blues - Taj Mahal
- 2003年 - Blues with Feeling
- 2004年 - Musicmakers with Taj Mahal
- 2004年 - Etta Baker with Taj Mahal
- 2005年 - ザンジバル／Mkutano Meets The Culture Musical Club Of Zanzibar
- 2005年 - The Essential Taj Mahal
- 2008年 - マエストロ／Maestro (Heads Up)